# The Rugby Championship 2019
The Rugby Championship 2019 war die achte Ausgabe des jährlich stattfindenden Rugby-Union-Turniers The Rugby Championship, Nachfolger des seit 1996 bestehenden Wettbewerbs Tri Nations. An drei Wochenenden zwischen dem 20. Juli und dem 10. August 2019 wurde der Turniersieger in sechs Spielen ermittelt. Jede der vier Nationalmannschaften spielte je einmal gegen die anderen drei Teams. Das Turnier dauerte nur halb so lange wie üblich, damit die Teams mehr Zeit für die Vorbereitung auf die Weltmeisterschaft 2019 in Japan hatten.
Zum ersten Mal gewann Südafrika das Turnier; den Vorgängerwettbewerb mit eingerechnet, war es der erste Turniersieg seit 2009. Neuseeland verteidigte den Bledisloe Cup und den Freedom Cup, während sich Südafrika die Mandela Challenge Plate und Australien die Puma Trophy sicherten.

## Tabelle
|    | Land        | Spiele | Siege | Unent. | Ndlg. | Spiel- punkte | Diff. | Bonus- punkte | Tabellen- punkte |
| -- | ----------- | ------ | ----- | ------ | ----- | ------------- | ----- | ------------- | ---------------- |
| 1. | Südafrika   | 3      | 2     | 1      | 0     | 97:46         | + 51  | 2             | 12               |
| 2. | Australien  | 3      | 2     | 0      | 1     | 80:71         | + 9   | 0             | 8                |
| 3. | Neuseeland  | 3      | 1     | 1      | 1     | 62:79         | − 17  | 0             | 6                |
| 4. | Argentinien | 3      | 0     | 0      | 3     | 39:82         | − 43  | 2             | 2                |

## Spiele und Ergebnisse

### Erste Runde
| 20. Juli 2019 17:05 SAST | Südafrika | 35 : 17         | Australien                                                                                           | Ellis Park, Johannesburg Zuschauer: 51.206 Schiedsrichter: Paul Williams (Neuseeland) |
| 20. Juli 2019 17:05 SAST | Versuche: H. Jantjies (2) 10. erh., 61. erh. De Jager 23. erh. Nkosi 55. erh. Reinach 80. erh. Erhöhungen: E. Jantjies (5/5) | (14:10) Bericht | Versuche: Haylett-Petty 28. erh. Foley 70. erh. Erhöhungen: Foley (2/2) Straftritte: Foley (1/1) 16. | Ellis Park, Johannesburg Zuschauer: 51.206 Schiedsrichter: Paul Williams (Neuseeland) |

| 20. Juli 2019 15:05 AST | Argentinien                                                                                                | 16 : 20        | Neuseeland                                                                                                  | Estadio José Amalfitani, Buenos Aires Zuschauer: 35.000 Schiedsrichter: Angus Gardner (Australien) |
| 20. Juli 2019 15:05 AST | Versuche: Boffelli 56. erh. Erhöhungen: Sánchez (1/1) Straftritte: Sánchez (2/3) 1., 20. Boffelli (1/1) 6. | (9:20) Bericht | Versuche: Laumape 17. erh. Retallick 38. erh. Erhöhungen: Barrett (2/2) Straftritte: Barrett (2/2) 22., 36. | Estadio José Amalfitani, Buenos Aires Zuschauer: 35.000 Schiedsrichter: Angus Gardner (Australien) |

### Zweite Runde
| 27. Juli 2019 19:35 NZST | Neuseeland                                                                                                 | 16 : 16       | Südafrika                                                                                    | Westpac Stadium, Wellington Zuschauer: 35.213 Schiedsrichter: Nic Berry (Australien) |
| 27. Juli 2019 19:35 NZST | Versuche: Goodhue 36. erh. Erhöhungen: Barrett (1/1) Straftritte: Barrett (1/3) 48. Moʻunga (2/2) 66., 77. | (7:9) Bericht | Versuche: Jantjies 79. erh. Erhöhungen: Pollard (1/1) Straftritte: Pollard (3/4) 2., 9., 60. | Westpac Stadium, Wellington Zuschauer: 35.213 Schiedsrichter: Nic Berry (Australien) |

| 27. Juli 2019 19:45 AEST | Australien                                                                                         | 16 : 10        | Argentinien                                                                             | Suncorp Stadium, Brisbane Zuschauer: 31.599 Schiedsrichter: Ben O’Keeffe (Neuseeland) |
| 27. Juli 2019 19:45 AEST | Versuche: Hodge 31. erh. Erhöhungen: Lealiʻifano (1/1) Straftritte: Lealiifano (3/3) 10., 42., 50. | (10:3) Bericht | Versuche: Isa 73. erh. Erhöhungen: Joaquín Bonilla (1/1) Straftritte: Sánchez (1/1) 23. | Suncorp Stadium, Brisbane Zuschauer: 31.599 Schiedsrichter: Ben O’Keeffe (Neuseeland) |

### Dritte Runde
| 10. August 2019 19:45 AEST | Australien | 47 : 26         | Neuseeland | Perth Stadium, Perth Zuschauer: 61.241 Schiedsrichter: Jérôme Garcès (Frankreich) |
| 10. August 2019 19:45 AEST | Versuche: Hodge (2) 9. erh., 68. erh. Salakaia-Loto 45. n.erh. White 48. n.erh. Koroibete 61. erh. Beale 78. erh. Erhöhungen: Lealiʻifano (2/4) To’omua (2/2) | (16:12) Bericht | Versuche: Lienert-Brown 12. erh. Ioane 16. n.erh. Barrett 54. erh. Laumape 70. erh. Erhöhungen: Moʻunga (3/4) | Perth Stadium, Perth Zuschauer: 61.241 Schiedsrichter: Jérôme Garcès (Frankreich) |

| 10. August 2019 16:40 AST | Argentinien                                                                             | 13 : 46         | Südafrika | Estadio Padre Ernesto Martearena, Salta Zuschauer: 22.190 Schiedsrichter: Romain Poite (Frankreich) |
| 10. August 2019 16:40 AST | Versuche: Cordero 1. erh. Erhöhungen: Sánchez (1/1) Straftritte: Sánchez (2/2) 16., 27. | (13:24) Bericht | Versuche: Mbonambi 12. n.erh. Pollard (2) 39. erh., 52. n.erh. Mapimpi 63. erh. Kolbe 66. erh. Erhöhungen: Pollard (3/5) Straftritte: Pollard (5/5) 8., 18., 25., 30., 41. | Estadio Padre Ernesto Martearena, Salta Zuschauer: 22.190 Schiedsrichter: Romain Poite (Frankreich) |

## Statistik

### Meiste erzielte Versuche
|    | Name              | Versuche | Land       |
| -- | ----------------- | -------- | ---------- |
| 1. | Reece Hodge       | 3        | Australien |
| 1. | Herschel Jantjies | 3        | Südafrika  |
| 3. | Ngani Laumape     | 2        | Neuseeland |
| 3. | Handré Pollard    | 2        | Südafrika  |

### Meiste erzielte Punkte
|    | Name                  | Punkte | Land        |
| -- | --------------------- | ------ | ----------- |
| 1. | Handré Pollard        | 42     | Südafrika   |
| 2. | Beauden Barrett       | 26     | Neuseeland  |
| 3. | Christian Lealiʻifano | 24     | Australien  |
| 4. | Nicolás Sánchez       | 25     | Argentinien |
| 5. | Reece Hodge           | 15     | Australien  |
| 5. | Herschel Jantjies     | 15     | Südafrika   |